# Harreberg
Harreberg (prononcé [aʁbɛʁ] ; Hoerberj en Francique lorrain) est une commune française située dans le département de la Moselle en région Grand Est.
Cette commune se trouve dans la région historique de Lorraine et fait partie du pays de Sarrebourg.

## Géographie

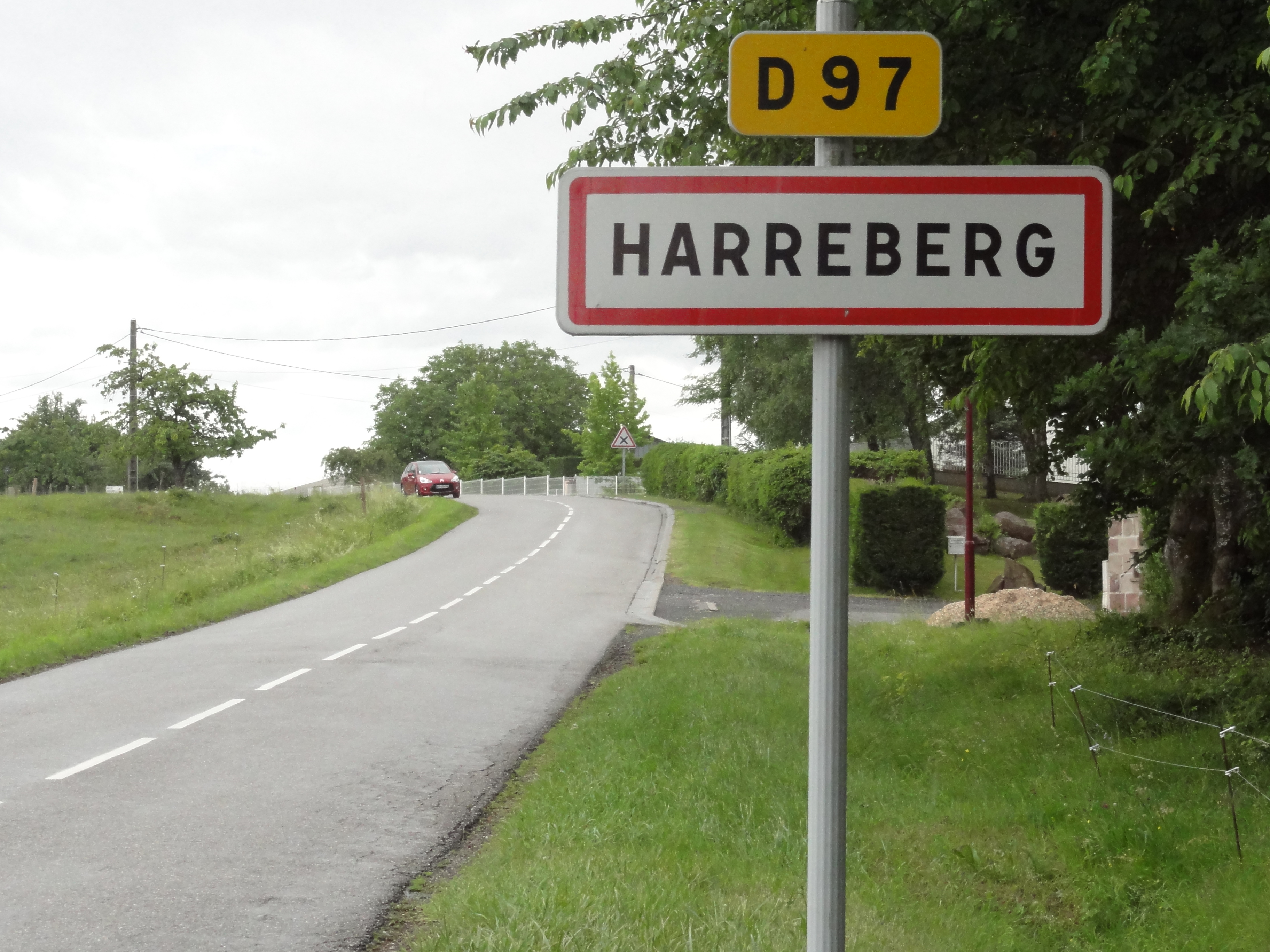
Entrée de Harreberg.

| Troisfontaines | Hommert   |      |
| Walscheid      | Harreberg | Dabo |
| Walscheid      | Walscheid |      |

### Hydrographie
La commune est située dans le bassin versant du Rhin au sein du bassin Rhin-Meuse. Elle est drainée par le ruisseau le Mittbach, le ruisseau le Traubach et le ruisseau le Walschbach.

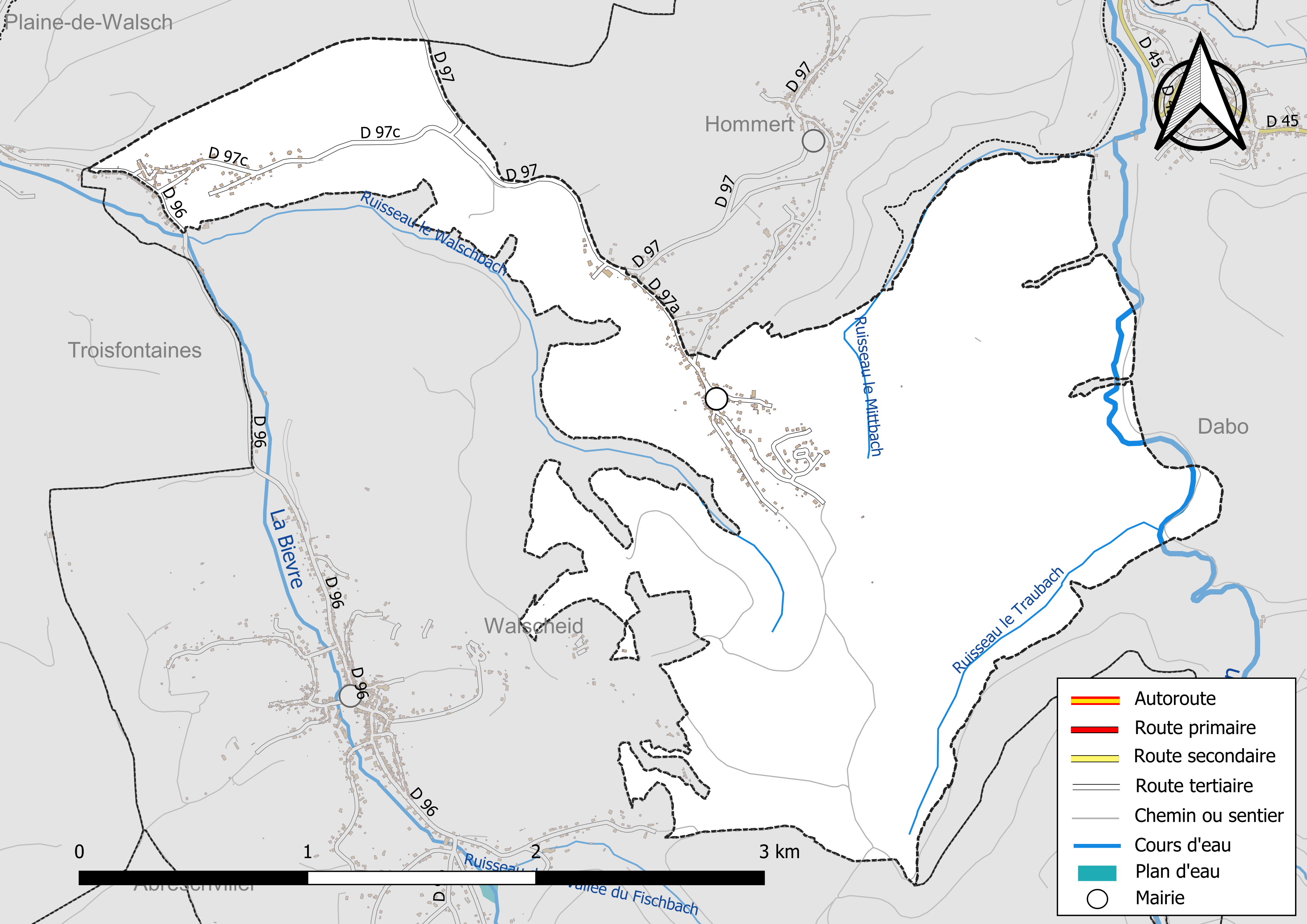
Réseaux hydrographique et routier d'Harreberg.

### Climat
Pour des articles plus généraux, voir Climat du Grand Est et Climat de la Moselle.
En 2010, le climat de la commune est de type climat de montagne, selon une étude du Centre national de la recherche scientifique s'appuyant sur une série de données couvrant la période 1971-2000. En 2020, Météo-France publie une typologie des climats de la France métropolitaine dans laquelle la commune est exposée à un climat semi-continental et est dans la région climatique  Vosges, caractérisée par une pluviométrie très élevée (1 500 à 2 000 mm/an) en toutes saisons et un hiver rude (moins de 1 °C). 
Pour la période 1971-2000, la température annuelle moyenne est de 9,5 °C, avec une amplitude thermique annuelle de 16,7 °C. Le cumul annuel moyen de précipitations est de 1 129 mm, avec 13,2 jours de précipitations en janvier et 10,7 jours en juillet. Pour la période 1991-2020, la température moyenne annuelle observée sur la station météorologique de Météo-France la plus proche, « Nitting_sapc », sur la commune de Nitting à 10 km à vol d'oiseau, est de 10,4 °C et le cumul annuel moyen de précipitations est de 993,7 mm. 
La température maximale relevée sur cette station est de 37,9 °C, atteinte le 25 juillet 2019 ; la température minimale est de −19,4 °C, atteinte le 26 décembre 2010,,. 
Les paramètres climatiques de la commune ont été estimés pour le milieu du siècle (2041-2070) selon différents scénarios d'émission de gaz à effet de serre à partir des nouvelles projections climatiques de référence DRIAS-2020. Ils sont consultables sur un site dédié publié par Météo-France en novembre 2022.

## Urbanisme

### Typologie
Au 1er janvier 2024, Harreberg est catégorisée commune rurale à habitat dispersé, selon la nouvelle grille communale de densité à sept niveaux définie par l'Insee en 2022.
Elle est située hors unité urbaine. Par ailleurs la commune fait partie de l'aire d'attraction de Sarrebourg, dont elle est une commune de la couronne,. Cette aire, qui regroupe 87 communes, est catégorisée dans les aires de 50 000 à moins de 200 000 habitants,.

### Occupation des sols
L'occupation des sols de la commune, telle qu'elle ressort de la base de données européenne d’occupation biophysique des sols Corine Land Cover (CLC), est marquée par l'importance des forêts et milieux semi-naturels (81,1 % en 2018), une proportion identique à celle de 1990 (81,1 %). La répartition détaillée en 2018 est la suivante : 
forêts (80,7 %), prairies (6,6 %), zones agricoles hétérogènes (6,6 %), zones urbanisées (5,7 %), milieux à végétation arbustive et/ou herbacée (0,5 %). L'évolution de l’occupation des sols de la commune et de ses infrastructures peut être observée sur les différentes représentations cartographiques du territoire : la carte de Cassini (XVIIIe siècle), la carte d'état-major (1820-1866) et les cartes ou photos aériennes de l'IGN pour la période actuelle (1950 à aujourd'hui).

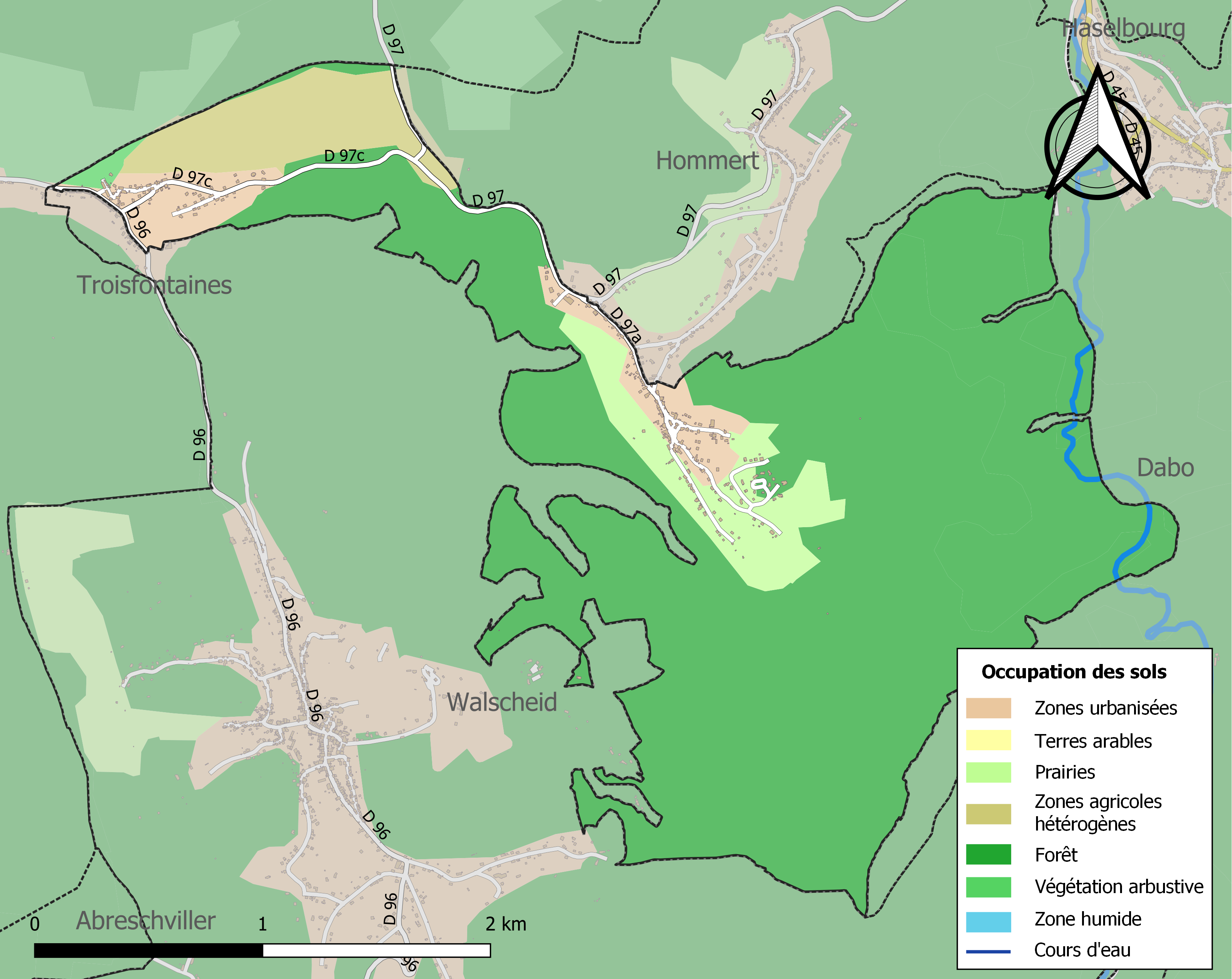
Carte des infrastructures et de l'occupation des sols de la commune en 2018 (CLC).

## Toponymie
- Hartberg (1751), Garsberg (1793), Harsberg (1801), Haarberg (1871-1918).
- Hoerberj en francique lorrain.

L'étymologie du nom se rapporte à "hardt", une forêt en hauteur, qui n'est pas gardée, et où l'on peut envoyer le bétail en pâture et "berg" qui signifie montagne. Ce qui a donné Haarberg en allemand, puis Harreberg sous une forme francisée.

## Histoire
- Dépendait du comté de Dabo.
- Après la destruction du château fort en 1690, les comtes de Linange-Dabo y bâtirent un château en 1730.
- Le 9 novembre 1723 Charles Reinhardt, comte de Linange-Dabo, donna à Gaspard GERARD et à Samuel MOSER, deux maîtres verriers de Troisfontaines, l'autorisation de bâtir une verrerie au lieu-dit Harreberg.

## Politique et administration
| Période                                  | Période  | Identité             | Étiquette | Qualité |
| ---------------------------------------- | -------- | -------------------- | --------- | ------- |
| Les données manquantes sont à compléter. |          |                      |           |         |
| 1795                                     | 1801     | Antoine BOURNIQUE    |           |         |
| 1801                                     | 1808     | Antoine BENTZ        |           |         |
| 1808                                     | 1833     | François BARRABINO   |           |         |
| 1833                                     | 1848     | Joseph ESCHENBRENNER |           |         |
| 1848                                     | 1862     | Joseph SCHWALLER     |           |         |
| 1862                                     | 1890     | Wendel STENGER       |           |         |
| 1890                                     | 1925     | Emile STENGER        |           |         |
| 1925                                     | 1929     | Eugène GERARD        |           |         |
| 1929                                     | 1945     | Emile NADLER         |           |         |
| 1945                                     | 1959     | Joseph SCHOTT        |           |         |
| 1959                                     | 1977     | Marcel WEBER         |           |         |
| 1977                                     | 2020     | Antoine SCHOTT       |           |         |
| mai 2020                                 | En cours | Philippe MICHEL      |           |         |

## Démographie
L'évolution du nombre d'habitants est connue à travers les recensements de la population effectués dans la commune depuis 1793. Pour les communes de moins de 10 000 habitants, une enquête de recensement portant sur toute la population est réalisée tous les cinq ans, les populations de référence des années intermédiaires étant quant à elles estimées par interpolation ou extrapolation. Pour la commune, le premier recensement exhaustif entrant dans le cadre du nouveau dispositif a été réalisé en 2004.

En 2022, la commune comptait 365 habitants, en évolution de −9,2 % par rapport à 2016 (Moselle : +0,52 %, France hors Mayotte : +2,11 %).
| 1793 | 1800 | 1806 | 1821 | 1831 | 1836 | 1841 | 1846 | 1851 |
| ---- | ---- | ---- | ---- | ---- | ---- | ---- | ---- | ---- |
| 163  | 187  | 184  | 228  | 270  | 310  | 316  | 324  | 329  |

| 1856 | 1861 | 1871 | 1875 | 1880 | 1885 | 1890 | 1895 | 1900 |
| ---- | ---- | ---- | ---- | ---- | ---- | ---- | ---- | ---- |
| 313  | 271  | 270  | 269  | 290  | 260  | 272  | 300  | 294  |

| 1905 | 1910 | 1921 | 1926 | 1931 | 1936 | 1946 | 1954 | 1962 |
| ---- | ---- | ---- | ---- | ---- | ---- | ---- | ---- | ---- |
| 307  | 343  | 347  | 322  | 334  | 340  | 356  | 332  | 321  |

| 1968 | 1975 | 1982 | 1990 | 1999 | 2004 | 2006 | 2009 | 2014 |
| ---- | ---- | ---- | ---- | ---- | ---- | ---- | ---- | ---- |
| 326  | 333  | 340  | 369  | 352  | 365  | 378  | 388  | 399  |

| 2019 | 2022 | - | - | - | - | - | - | - |
| ---- | ---- | - | - | - | - | - | - | - |
| 382  | 365  | - | - | - | - | - | - | - |

## Culture locale et patrimoine

### Lieux et monuments

#### Édifices civils
- Vestiges gallo-romains : fragments de stèle, traces d'une villa.
- Monument aux morts.

#### Édifice religieux
- Église du Sacré-Cœur de Harreberg, aussi appelé chapelle du Sacré-Cœur (Harreberg dépend de la paroisse de Hommert). Édifice dont la construction débuta en 1962. Inaugurée en 1963 par Monseigneur Schmitt évêque de Metz.

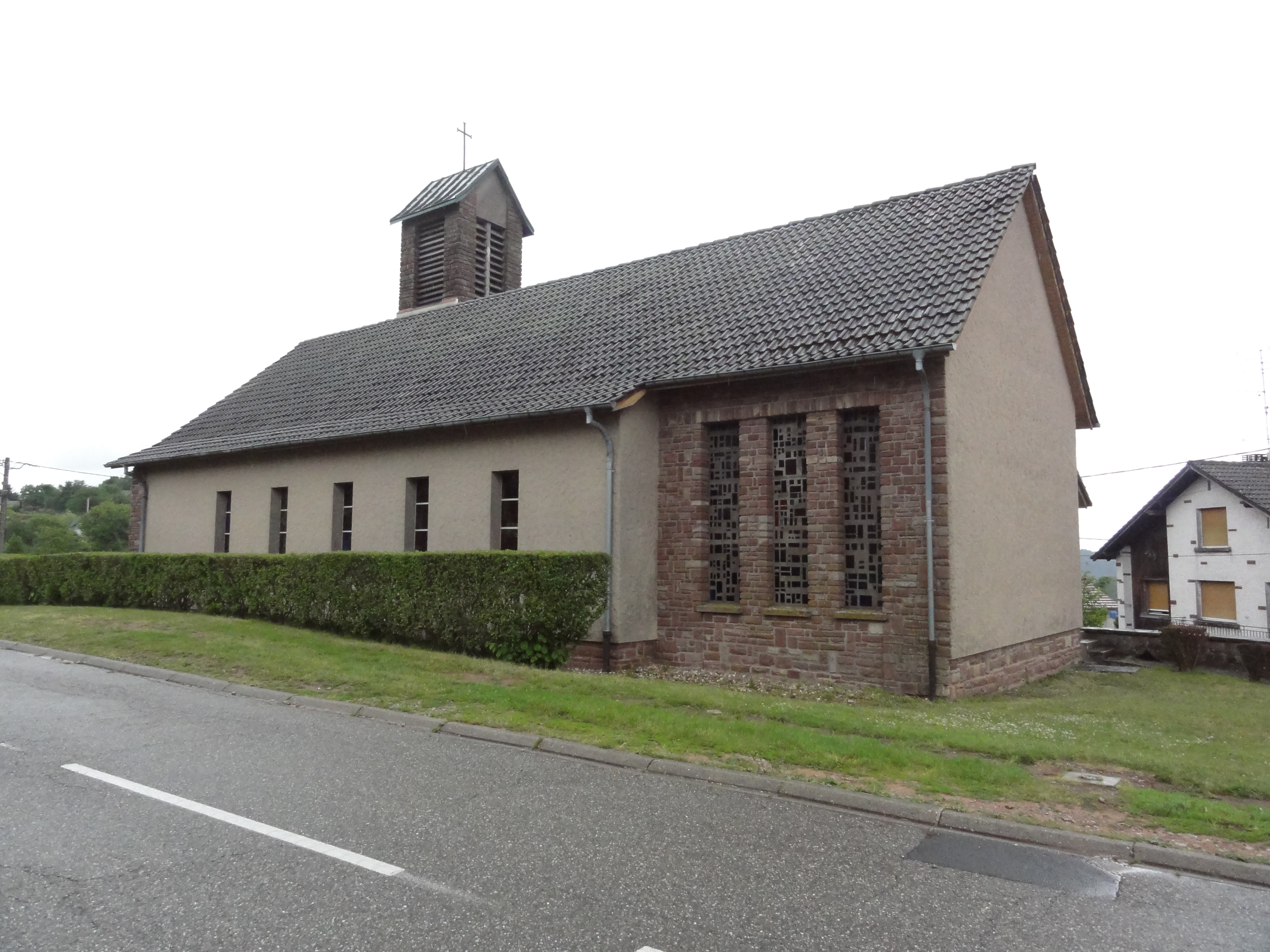
L'église-chapelle du Sacré-Cœur
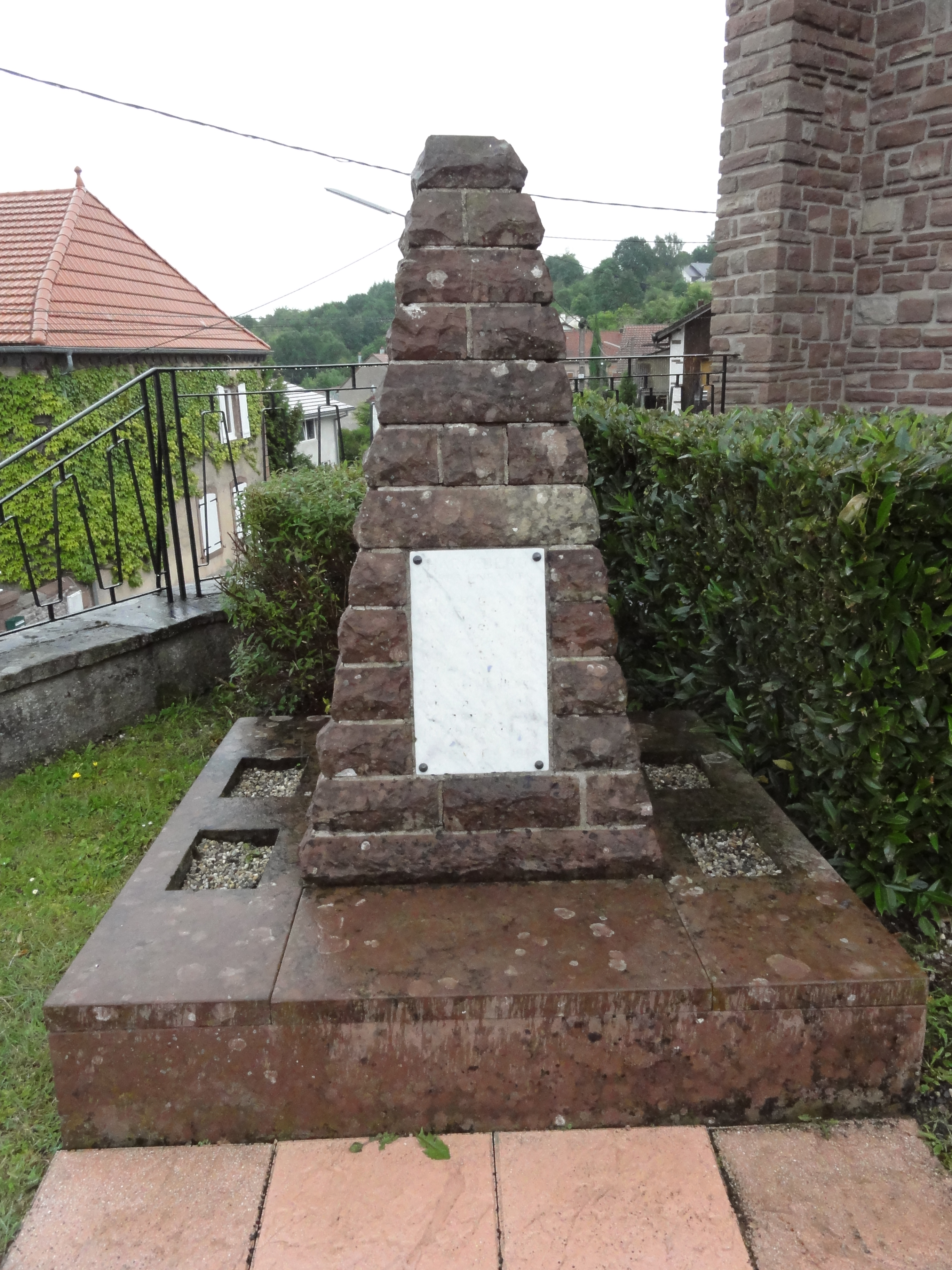
Monument aux morts.

### Héraldique
| Blason de Harreberg | Blason  | D'azur à trois aigles couronnées d'argent; à la bordure cousue de gueules. |
| Blason de Harreberg | Détails | Le statut officiel du blason reste à déterminer.                           |

## Pour approfondir